# Електроејакулација
Електроејакулација  је начин добијања сперме када особа не може сама да ејакулира због повреде кичме, проблема са нервима или других стања. Код таквих стања здравствени радник након што убаци електрични стимулатор у болесников ректум поред простате, и слабом електричном струјеом стимулишу простату, изазивајући ејакулацију. Током електроејакулацијом изазване ејакулације здравствени радник прикупља ослобођену сперму у за то намењеној посуди или  преко катетера (танке, флексибилне цев) пласиране у мокрачни канал пениса.
Иако је ова метод слична, мануелној масажи простате, она се битно разликује од ње и поред у медицини, много више се  примењује у ветерини.  

## Намена
Методом електроејакулације преко зида ректума стимулишу се околни нерви, што доводи до контракције карличних мишића и ејакулације.

### Ветерина
У пракси ветеринарске медицине и науке о животињама уобичајено је да се сперма домаћих преживара сакупља помоћу електроејакулације без седације или анестезије. Само код коза се понекад користи блага седација. Због значајних контракција скелетних мишића које изазива, електроејакулација се не користи код пастува — осим у ретким случајевима, под општом анестезијом.

### Медицина
Неки од уређаја за електроејакулацију могу се користити под општом анестезијом као део третмана плодности да би особе са одређеном врстом анејакулације, или неплодности због нарушене способност ејакулације, зачели биолошко дете.  Стања која узрокују проблеме са ејакулацијом и неплодност и код којих се може применити електроејакулација, укључују:
- Дијабетичкна неуропатија.
- Мултипла склероза.
- Парализа или повреде кичмене мождине.
- Сексуална дисфункција, укључујући еректилну дисфункцију и проблеме са ејакулацијом.

Можда ће вам требати електроејакулација као део третмана плодности да бисте зачели биолошко дете.

### Медицинско  право
Електроејакулација се такође може користити у медицинском праву и судској медицини за постхумно узорковање сперме код људи.

## Поступак
Пре почетка електростимулације пацијент се поставља у лежаећи положај са лицем према горе и уводи у општу анестезију, (која му помаже да преспава процедуру). Потом се пациненту пласира катетер кроз мокраћну цев како би се  сасвим испразнитла мокраћна бешика. Следи убризгавање лека кроз катетер у бешику који има за циљ да смањи ниво киселости у мокраћним каналима. Тиме се постиже заштитита сперме која може ући у бешику током ејакулације ( ретроградна ејакулација).
Следи убацивање сонде подмазаниог стимулатор у анус и ректум  и њено постављање поред простате и активирање. Када се електростимулатор активира он шаље благу електричну струју до пацијентове простате. Сонда испоручује наизменични напон, синусног таласа јачине 12–24 волта, фреквенцији од 60 Hz, и ограничене струје на обично 500 mA Неки уређаји могу да генеришу струју и до 1 A, али тада се мора водити рачуна о томе да струје веће од 500 mA, може изазвати опекотина ткива услед претераног загревања сонде.
Електрична струја стимулише оближње нерве, што доводи до контракције карличних мишића и ејакулације. Сонда се активира у циклусима који трају од 1–2 секунде и постепено повећава интензитет струје све док не дође до ејакулације (обично након два до три циклуса стимулације). Када дође до ејакулације преко плалсираног катетера прикупља се семена течност и сперма из  пениса и бешике.
По завршеној процедури уклања се катетер и уређај за стимулацију, а пацијент се буди из анестезије.

## Предности и мане методе

### Предности
Једна од предности је да када се ејакулат прикупи, он се може користити за било коју технику вештачке оплодње у којој су шансе за зачеће бебе у домену одабране технике оплодње.

### Мане
Главни недостатак који ова врста технике може да представља је њена нулта покривеност здравственим осигурањем, а наведено лечење заједно са вештачком оплодњом може да кошта око 8.000 до 12.000 евра.  
Остали недостаци које техника може представљати односе се на могуће компликације које би могле настати.Неколико дана након процедуре може се осетити благи бол и нелагодност. Средства за ублажавање болова без рецепта могу помоћи. Често је и болно мокрење (дисурија). Ако проблем траје дуже од три дана, можда је узрок инфекцију уринарног тракта, коју је потребно лечити антибиотицима.
Упркос томе што је електрејакулација веома безбедна процедура, у неким случајевима, употреба опште анестезије може да носи ризик и угрози живот пацијента; као у свакој анестезији. Међутим, ови ризици се ретко јављају и ретко се манифестују тежим компликацијама. 
Поред тога, понекад се могу изазвати мање опекотине у ректалном подручју ако је електрична сонда достигла високе температуре. Због тога се током поступка мора стално пратити температура електричне сонде и на тај начин спречити да не прелази 39 °C. Ако би достигла ову температуру, сонда се мора одмах вадити и охладити.
Мушкарци са оштећењем коштане сржи могу бити у већем ризику од развоја изузетно високог крвног притиска, познатог као аутономна хиперрефлексија. Типично, овој високоризичној групи пацијената ће се дати низ лекова формулисаних за снижавање високог крвног притиска/хипертензије пре него што се ова процедура изведе.